# الحوت المنقاري لترو
الحوت المنقاري لترو (الاسم العلمي: Mesoplodon mirus) هو نوع من الحيتانيات، يتبع جنس حيتان مركزية الأسنان.